# Medienfachwirt
Geprüfter Medienfachwirt ist ein geregelter Fortbildungsabschluss auf Grundlage des § 53 Berufsbildungsgesetz für Fachkräfte der Digital- und Print-Medienbranche. Er bewegt sich damit auf der gleichen Ebene wie die Meisterabschlüsse. Die bundeseinheitliche Prüfung erfolgt vor dem Prüfungsausschuss einer Industrie- und Handelskammer (IHK) oder einer Handwerkskammer (HWK) auf Grundlage der Medienfachwirt-Fortbildungsprüfungsverordnung vom 27. November 2019 (BGBl. I S. 1963). Im Rahmen der Einführung einer internationalen Bezeichnung zum Januar 2021 erhalten Neuabsolventen gemäß Fortbildungsprüfungsverordnung den Abschluss Geprüfter Medienfachwirt und Geprüfte Medienfachwirtin – Bachelor Professional in Media.

## Fachrichtungen
Die Prüfung kann in zwei unterschiedlichen Fachrichtungen abgelegt werden, nämlich zum Geprüften Medienfachwirt Print (Teil 3 der Verordnung) oder zum Geprüften Medienfachwirt Digital (Teil 4 der Verordnung). Die in den älteren Fortbildungsverordnungen ebenfalls existierenden weiteren Fachrichtungen Audiovisuelle Medien und Veranstaltungstechnik wurden 2009 ersatzlos gestrichen, da für diese Berufssparten inzwischen eigene Fortbildungsabschlüsse geschaffen wurden.

## Inhalte
Ziel der geregelten Fortbildungen im deutschen Berufsbildungssystem ist es, nach einer dualen beruflichen Ausbildung (Ausbildung im Unternehmen und in der Berufsschule/im Berufskolleg) und entsprechender Berufspraxis die erworbenen Kenntnisse und Fähigkeiten weiter vertiefen und darauf aufbauend zusätzliche Qualifikationen zu erwerben. Der Kompetenzerwerb orientiert sich vor allem an dem Anspruch, im Kontext betrieblicher Praxis zukünftige Fach- und Führungskräfte zum Ausüben bestimmter leitender Funktionen zu befähigen. Entsprechend werden Kompetenzen im Bereich Volks- und Betriebswirtschaft, Markt-, Kunden- und Qualitätsorientierung, Projekt-, Team- und Zeitmanagement, Medien und Sprache, Marketing, betriebliche Kommunikation sowie Personalführung und -entwicklung vermittelt.
Bei der Fortbildung zum Medienfachwirt gesellen sich weitere spezifische Kenntnisse der Medienproduktion hinzu: Planen, Steuern, Durchführen und Kontrollieren der Medienproduktion, Organisieren und Weiterentwickeln medientechnischer und betriebswirtschaftlicher Abläufe einschließlich des Qualitätsmanagements, Erstellen von Kalkulationen, Konzipieren von Projekten sowie Erstellen von Produktplanungen und Marketingkonzepten, Beachtung medienrechtlicher Belange usw.

## Zulassung zur Prüfung/Zielgruppe
Die Prüfung zum Medienfachwirt setzt sich aus zwei Prüfungsteilen zusammen, der Grundlegenden Qualifikation und der Handlungsspezifischen Qualifikation.
Zum Prüfungsteil Grundlegende Qualifikation wird zugelassen, wer
1. eine mit Erfolg abgelegte Abschlussprüfung in einem anerkannten Ausbildungsberuf, der der Druck- und Medienwirtschaft zugeordnet werden kann oder
2. eine mit Erfolg abgelegte Abschlussprüfung in einem sonstigen anerkannten Ausbildungsberuf und danach eine mindestens einjährige einschlägige (das heißt medienorientierte) Berufspraxis oder
3. eine mindestens vierjährige einschlägige Berufspraxis nachweist.

Zum Prüfungsteil Handlungsspezifische Qualifikation wird zugelassen, wer den Prüfungsteil Grundlegende Qualifikationen abgelegt hat und mindestens noch ein weiteres Jahr Berufspraxis nachweist.

## Gliederung der Prüfung
In den beiden Prüfungsteilen werden Klausuren zu folgenden Themen gestellt:
Grundlegende Qualifikation
- Rechtsbewusstes Handeln
- Betriebswirtschaftliches Handeln
- Anwenden von Methoden der Information, Kommunikation und Planung
- Zusammenarbeit im Betrieb

Handlungsspezifische Qualifikation
(Je nach gewählter Fachrichtung mit unterschiedlichen Prüfungsaufgaben)
- Medienproduktion in der Fachrichtung Print
  - Produkte und Prozesse der Print- und Digitalmedienproduktion
  - Printmedienproduktion
  - Druckvorstufenprozesse,
  - Printmedienkalkulation und Produktionsplanungssysteme

- Medienproduktion in der Fachrichtung Digital
  - Produkte und Prozesse der Print- und Digitalmedienproduktion
  - Digitalmedienproduktion
  - Digitalmedienprozesse
  - Digitalmedienkalkulation und Produktionsplanungssysteme

- Führung und Organisation
  - Personalmanagement
  - Marketing
  - Kosten und Leistungsmanagement
  - Medienrechtliche Vorschriften

Bestandteil dieses Prüfungsteils ist außerdem eine Projektarbeit in Form einer Hausarbeit sowie eine mündliche Projektpräsentation vor dem Prüfungsausschuss.

## Vorbereitungslehrgänge
Es gibt verschiedene Anbieter, die auf die IHK- oder HWK-Prüfung vorbereiten. Prüfungsvorbereitungslehrgänge dauern 5 bis 12 Monate in der Vollzeitform. In der berufsbegleitenden Teilzeitform verlängert sich die Dauer auf 18 bis 36 Monate. Alternativ zum klassischen Unterricht besteht seit einigen Jahren auch die Möglichkeit eines Online-Lehrgangs. Für die Zulassung zur Prüfung ist die Teilnahme an einem Lehrgang zur Prüfungsvorbereitung allerdings nicht verpflichtend.